# Ierland op het Eurovisiesongfestival 1977
Ierland nam deel aan het Eurovisiesongfestival 1977 in Londen, Verenigd Koninkrijk.
Het was de 12de deelname van Ierland aan het festival.
De nationale omroep RTE was verantwoordelijk voor de bijdrage van Ierland voor 1977.

## Selectieprocedure
De Ierse Nationale finale werd gehouden op 20 februari 1977 en werd uitgezonden door de RTÉ. Het vond plaats in Dublin en gepresenteerd door Mike Murphy.
Acht acts deden mee in de finale en de winnaar werd gekozen door 10 regionale jury's.

| Volgorde | Artiest                 | Lied                            | Punten | Plaats |
| -------- | ----------------------- | ------------------------------- | ------ | ------ |
| 1        | Jamie Stone             | "If I Give My Love"             | 19     | 2      |
| 2        | Dickie Rock             | "I Can't Go On Without You"     | 8      | 6      |
| 3        | Sunshine                | "Look Before You Leap"          | 0      | 8      |
| 4        | D. J. Curtin            | "You Cannot Stop the Music"     | 5      | 7      |
| 5        | The Swarbriggs Plus Two | "It's Nice to Be in Love Again" | 25     | 1      |
| 6        | Denis Allen             | "Da-Dum Da-Dum, I Love You So"  | 12     | 5      |
| 7        | Colm C. T. Wilkinson    | "There Was a Dream"             | 18     | 3      |
| 8        | Chips                   | "Goodbye Goodbye"               | 13     | 4      |

## In Londen
In Londen moest Ierland aantreden als 1ste voor Monaco.
Op het einde van de puntentelling bleek dat Ierland op een 3de plaats was geëindigd met een totaal van 119 punten, waarvan 4 keer het maximum van de punten.
Nederland en België hadden heel wat minder punten over, met respectievelijk 1 en 3 punten.

### Gekregen punten

#### Finale
| 12 punten                                           | 10 punten                 | 8 punten                                    | 7 punten | 6 punten               |
| --------------------------------------------------- | ------------------------- | ------------------------------------------- | -------- | ---------------------- |
| - Israël - Noorwegen - Verenigd Koninkrijk - Zweden | - Frankrijk - Griekenland | - Italië - Luxemburg - Monaco - Zwitserland |          |                        |
| 5 punten                                            | 4 punten                  | 3 punten                                    | 2 punten | 1 punt                 |
| - Duitsland - Oostenrijk                            | - Spanje                  | - België                                    |          | - Nederland - Portugal |

### Punten gegeven door Ierland

#### Finale
Punten gegeven in de finale:
| 12 punten | Finland     |
| 10 punten | Frankrijk   |
| 8 punten  | Italië      |
| 7 punten  | Israël      |
| 6 punten  | Zwitserland |
| 5 punten  | Monaco      |
| 4 punten  | België      |
| 3 punten  | Nederland   |
| 2 punten  | Luxemburg   |
| 1 punt    | Duitsland   |

1965 · 1966 · 1967 · 1968 · 1969 · 1970 · 1971 · 1972 · 1973 · 1974 · 1975 · 1976 · 1977 · 1978 · 1979 · 1980 · 1981 · 1982 · 1983 · 1984 · 1985 · 1986 · 1987 · 1988 · 1989 · 1990 · 1991 · 1992 · 1993 · 1994 · 1995 · 1996 · 1997 · 1998 · 1999 · 2000 · 2001 · 2002 · 2003 · 2004 · 2005 · 2006 · 2007 · 2008 · 2009 · 2010 · 2011 · 2012 · 2013 · 2014 · 2015 · 2016 · 2017 · 2018 · 2019 · 2020 · 2021 · 2022 · 2023 · 2024 · 2025